# 高倉永彰
高倉 永彰 （たかくら ながあきら）は、江戸時代中期の公家。参議・高倉永範の子。官位は正五位下・丹波権介。高倉家18代。戒名は光赫院通誉性達宣法。

## 経歴
天明4年（1784年）侍従、天明6年（1786年）正五位下、天明7年（1787年）丹波権介と昇進するも、天明8年（1788年）卒去。享年15。
子がおらず、家督は弟の永雅が継いだ。

## 官歴
『系図纂要』による
- 天明4年（1784年） 正月15日：侍従
- 天明6年（1786年） 12月19日：正五位下
- 天明7年（1787年） 5月26日：丹波権介
- 天明8年（1788年） 4月26日：卒去（享年15）

## 系譜
『系図纂要』による
- 父：高倉永範
- 母：不詳
- 養子
  - 高倉永雅（1784-1855） - 実弟